# 島本駅

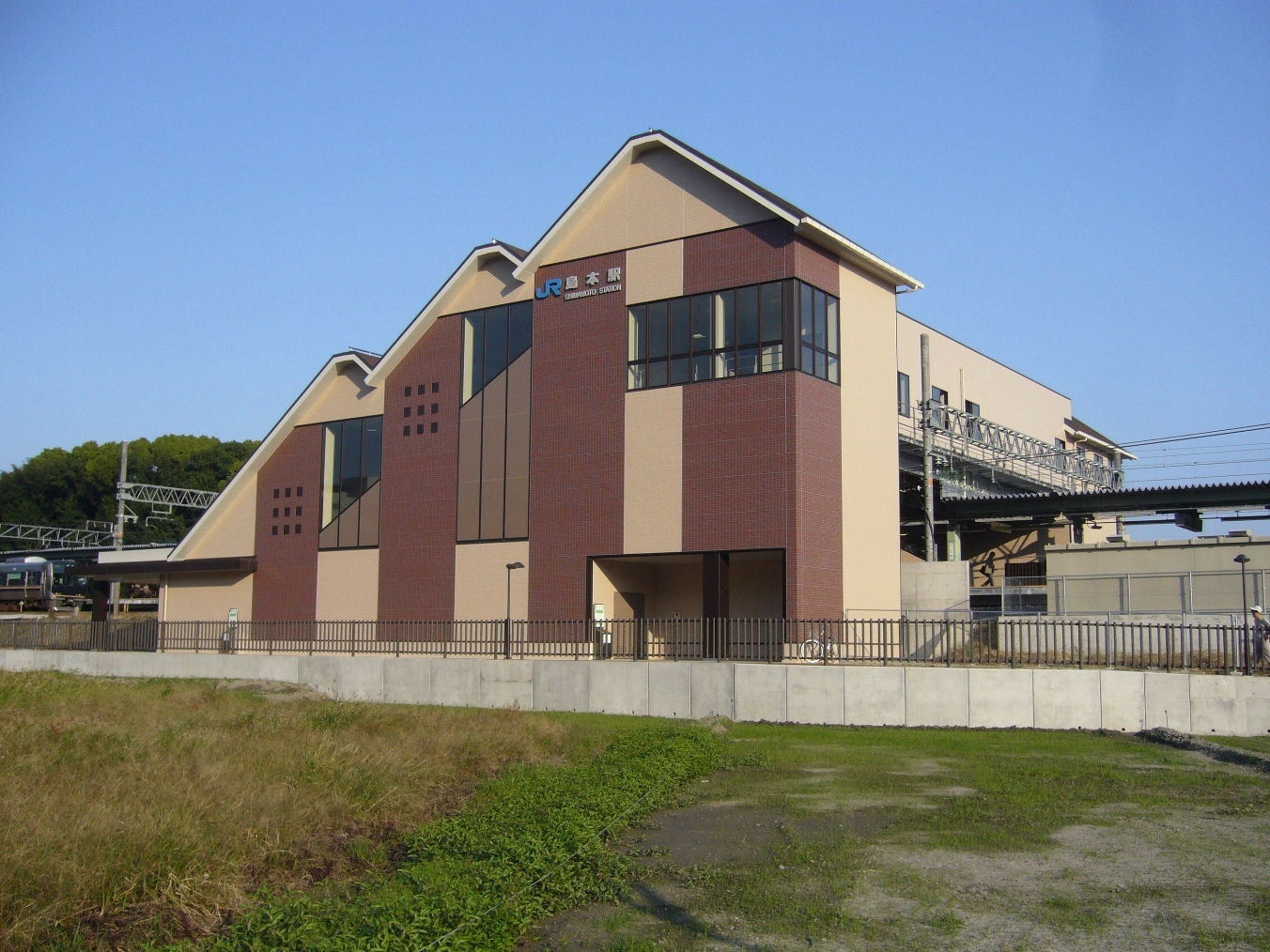
西口（2008年10月）

島本駅（しまもとえき）は、大阪府三島郡島本町桜井一丁目にある西日本旅客鉄道（JR西日本）東海道本線の駅である。駅番号はJR-A37。「JR京都線」の愛称区間に含まれている。

## 概要
JR京都線で最初の業務委託駅である。高槻駅 - 西明石駅間で快速になる列車を含む普通電車のみが停車する。
東口駅前には有料の駐輪場（バイク及び自転車が駐車可能、出入口は回転ゲート式）が設けられている。また、西口は現在のところ一般の自動車が通行可能な道路が整備されておらず、当面は自転車・歩行者専用道路のみ利用できる。
隣の高槻駅との駅間は5.3 kmあり、JR京都線内で最長となっている。また、当駅付近の一帯は鉄道撮影の名所としても知られているため、多くの鉄道ファンが集まる。

## 歴史
山崎駅と高槻駅との間は1876年（明治9年）の当区間の路線開業以来、7.5キロメートルもの駅間距離で、新駅構想があった。
島本町内では、国鉄時代から新駅設置に向けた動きがあり、1961年には、国鉄への陳情活動を行ったが、財政上の問題などから見送られてきた。しかし、1997年（平成9年）にJR西日本から同町に対して新駅設置の希望の有無について打診されたことを受けて、町内で設置についての本格的な検討が始まる。同町の1999年度の都市計画マスタープランでは、新駅設置予定地を合宿施設である大阪府立青年の家付近としていたが、同施設が2001年3月に閉鎖されたことで新駅東側及び駅前広場用地の取得に関する問題が解決に向けて大きく前進したため、一気に計画が進展することとなった。駅設置計画当初は2007年3月18日の開業を目指していたが、建設計画が変更されたため、開業は2008年3月15日に延期となった。また、開業式典には橋下徹大阪府知事（当時）がテープカットに参加した。
ホームの設置は、下り方面の線路を移設することでスペースを捻出して行われた。用地買収が難航していた駅西側の一部の土地は、駅開業後も所有者が買収に応じなかったため工事を着工することが出来なかったことから、西口からの歩道は一部通行止めとなっていた。このような状態が暫く続いたが、用地買収が完了し工事が再開され、2009年3月23日に通行止めとなっていた歩道が完成し、新駅設置事業の全てが完了した。

### 年表
- 1997年（平成9年）：JR西日本から島本町に新駅設置について打診される。
- 2003年（平成15年）
  - 3月30日：島本町とJR西日本が新駅設置に向けて基本協定締結。
  - 8月26日：JR西日本が近畿運輸局長に対して鉄道事業法に基づき、山崎駅 - 高槻駅間への新駅の設置を認可申請[3]。
- 2005年（平成17年）
  - 4月：駅前広場の整備工事に着手。
  - 11月：新駅設置工事に着手。
- 2007年（平成19年）9月19日：JR西日本が正式駅名を島本駅に決定。
- 2008年（平成20年）3月15日：東海道本線（JR京都線）の山崎駅 - 高槻駅間に新設開業。
- 2009年（平成21年）3月23日：西口周辺の歩道が完成。これにより、新駅設置事業が全て完了。
- 2013年（平成25年）3月11日：異常時情報提供ディスプレイの使用を開始。
- 2018年（平成30年）
  - 2月26日：この日を以てみどりの窓口が営業終了[要出典]。
  - 2月27日：みどりの券売機プラスが稼働開始[要出典]。
  - 3月17日：駅ナンバリングが導入される。JR西日本交通サービスによる業務委託駅となる[要出典]。
- 2024年（令和6年）1月1日：接近メロディーが高音質なものに見直される。

## 駅構造
島式ホーム1面2線（幅約7メートル、長さ約250メートル＝12両編成対応）を持つ地上駅で、橋上駅舎を有する。当駅の前後区間は複々線だが、内側線を走行する列車のみが停車可能。また、分岐器や絶対信号機を持たないため、停留所に分類される。
この区間は小高い築堤上にあるため、当初は駅舎を地下に設置するいわゆる「半地下形式」で建設される計画であったが、当駅は請願駅で島本町が事業費の大半を負担しなければならず、厳しい財政状況もあって建設費用を抑えられる橋上駅に変更された経緯がある。このため、開業が約1年遅れることとなった。
JR西日本交通サービスによる業務委託駅であり、ICOCA利用可能駅（ICOCAの相互利用可能ICカードはICOCAの項を参照）である。

### のりば
| のりば | 路線     | 方向 | 行先           |
| ------ | -------- | ---- | -------------- |
| 1      | JR京都線 | 下り | 高槻・大阪方面 |
| 2      | JR京都線 | 上り | 京都・草津方面 |

- 上表の路線名は旅客案内上の名称（愛称）で表記している。

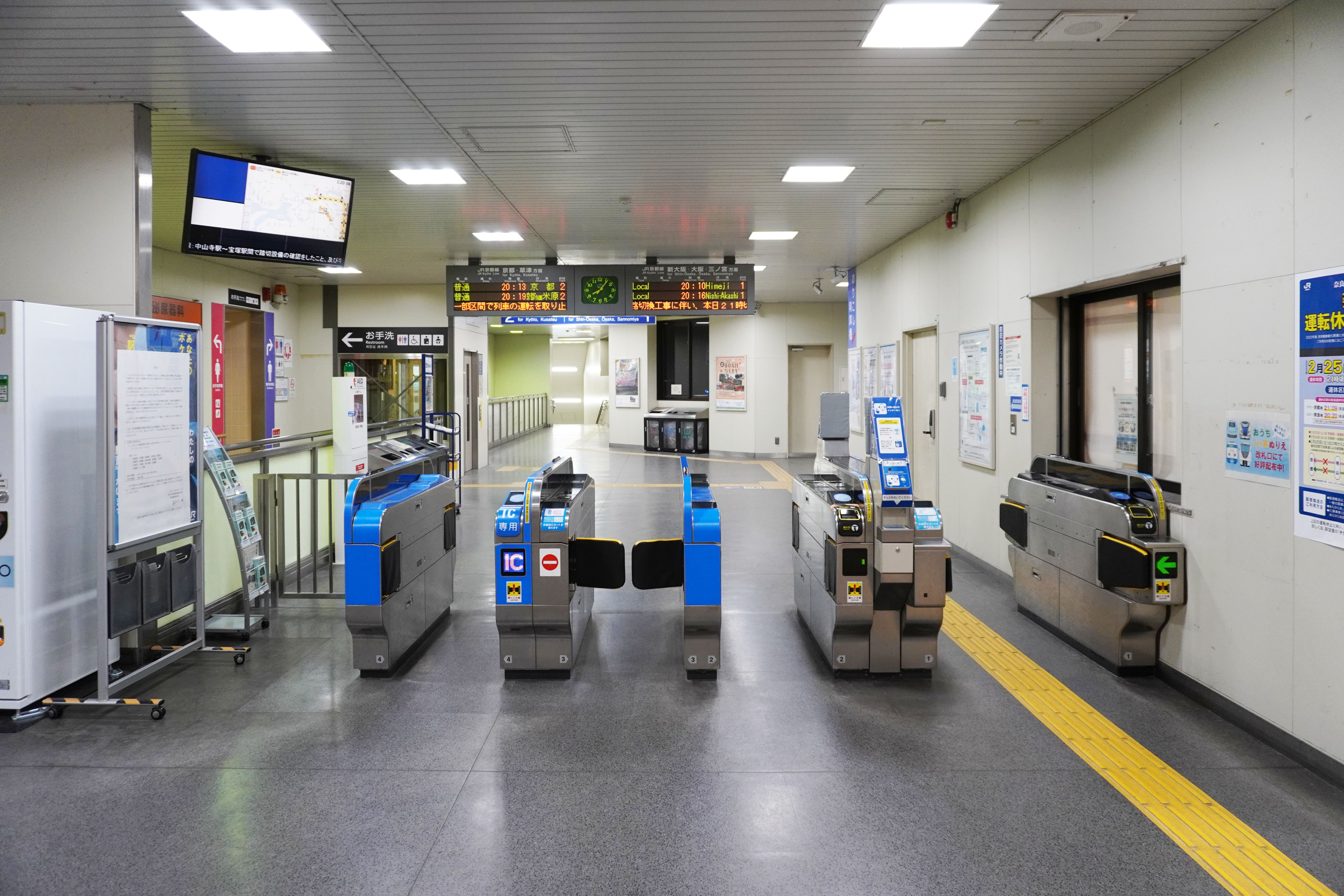
改札口（2023年2月）
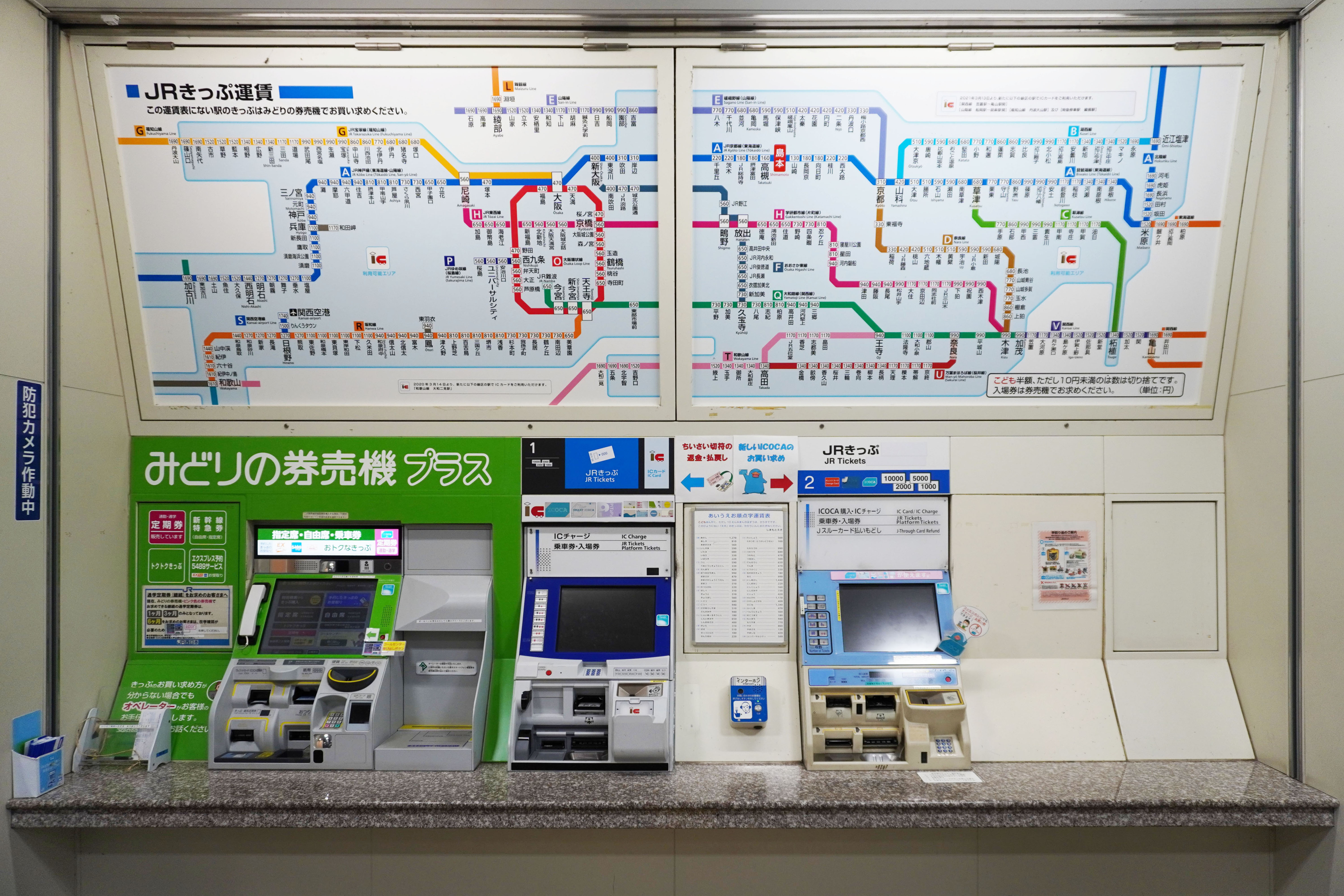
切符売り場（2023年2月）
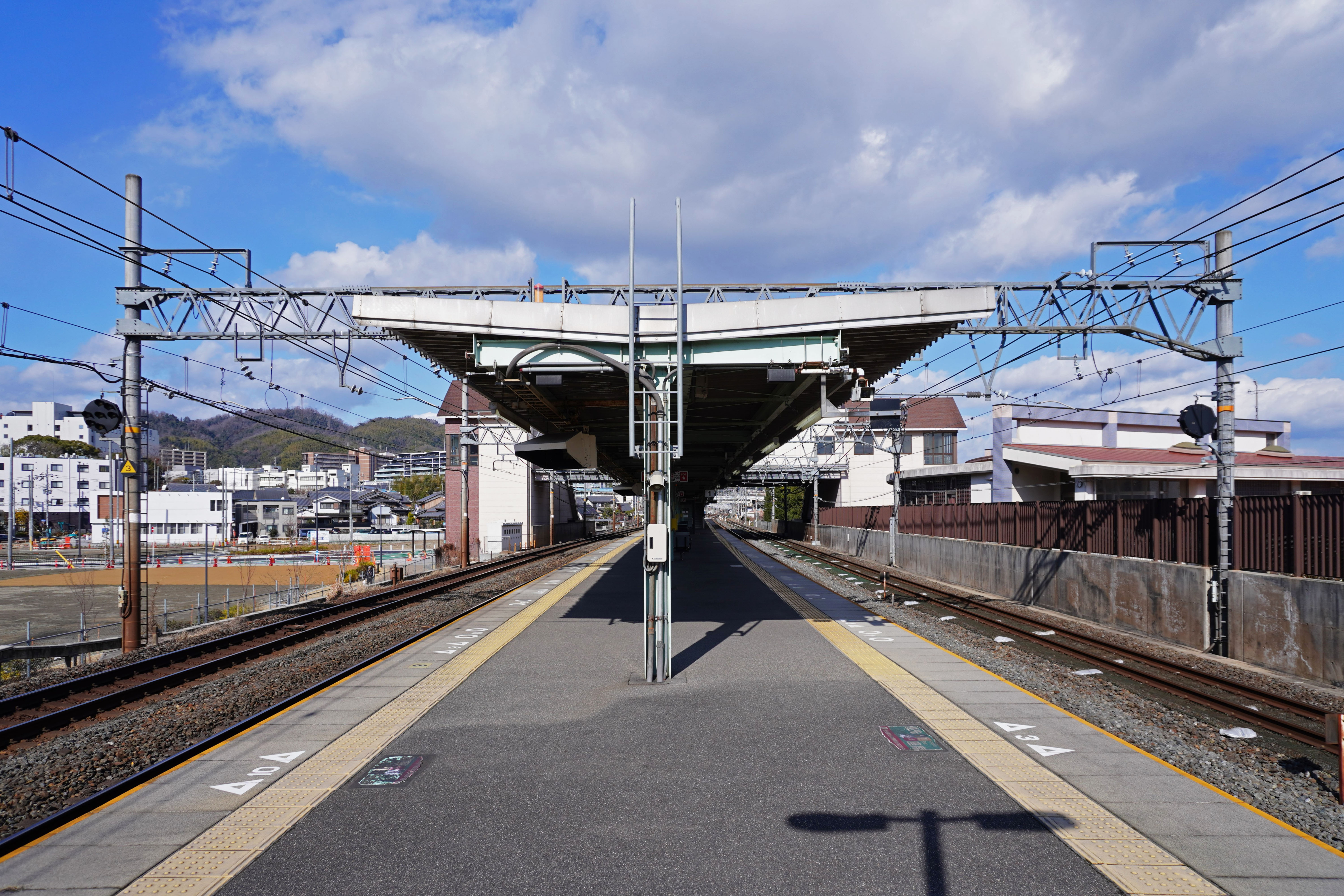
ホーム（2023年2月）

### 接近メロディ
地元の要望を受け、駅開業時から接近メロディが導入されている。曲は島本町内にサントリー山崎蒸溜所がある ことに因み、サントリーオールドのCMソング「人間みな兄弟〜夜がくる〜」（作曲：小林亜星）が採用されている。2015年（平成27年）3月11日まで、列車の入線時の放送では電子ベルの使用が主流となっていたJR京都線内の中間駅では唯一の接近メロディ導入となっていたが、現在はJR京都線内では島本駅と大阪駅のみがJR京都線標準の接近メロディが使用されていない駅となった。

## 利用状況
2023年（令和5年）度の1日平均乗車人員は7,282人である。
開業後各年度の1日平均乗車人員の推移は下記の通り。
| 年度               | 1日平均 乗車人員 | 増減率 | 定期利用状況 | 定期利用状況 | 出典          | 出典          |
| 年度               | 1日平均 乗車人員 | 増減率 | 1日平均      | 定期率       | 大阪府        | 島本町        |
| ------------------ | ---------------- | ------ | ------------ | ------------ | ------------- | ------------- |
| 2007年（平成19年） | 4,546            |        |              |              |               | [ 島本町 1 ]  |
| 2008年（平成20年） | 4,083            | -10.2% |              |              |               | [ 島本町 1 ]  |
| 2009年（平成21年） | 4,826            | 18.2%  |              |              |               | [ 島本町 1 ]  |
| 2010年（平成22年） | 5,286            | 9.5%   |              |              |               | [ 島本町 2 ]  |
| 2011年（平成23年） | 5,596            | 5.9%   | 3,939        | 70.4%        | [ 大阪府 1 ]  | [ 島本町 3 ]  |
| 2012年（平成24年） | 5,889            | 5.2%   | 4,158        | 70.6%        | [ 大阪府 2 ]  | [ 島本町 4 ]  |
| 2013年（平成25年） | 6,139            | 4.2%   | 4,392        | 71.5%        | [ 大阪府 3 ]  | [ 島本町 5 ]  |
| 2014年（平成26年） | 6,344            | 3.3%   | 4,568        | 72.0%        | [ 大阪府 4 ]  | [ 島本町 6 ]  |
| 2015年（平成27年） | 6,463            | 1.9%   | 4,674        | 72.3%        | [ 大阪府 5 ]  | [ 島本町 7 ]  |
| 2016年（平成28年） | 6,519            | 0.9%   | 4,751        | 72.9%        | [ 大阪府 6 ]  | [ 島本町 8 ]  |
| 2017年（平成29年） | 6,578            | 0.9%   | 4,793        | 72.9%        | [ 大阪府 7 ]  | [ 島本町 9 ]  |
| 2018年（平成30年） | 6,720            | 2.2%   | 4,900        | 72.9%        | [ 大阪府 8 ]  | [ 島本町 10 ] |
| 2019年（令和元年） | 7,036            | 4.7%   | 5,160        | 73.3%        | [ 大阪府 9 ]  | [ 島本町 11 ] |
| 2020年（令和02年） | 6,764            | -3.9%  | 5,282        | 78.1%        | [ 大阪府 10 ] | [ 島本町 12 ] |
| 2021年（令和03年） | 6,798            | 0.5%   | 5,183        | 76.2%        | [ 大阪府 11 ] | [ 島本町 13 ] |
| 2022年（令和04年） | 7,079            | 4.1%   | 5,188        | 73.3%        | [ 大阪府 12 ] | [ 島本町 14 ] |
| 2023年（令和05年） | 7,282            | 2.9%   | 5,271        | 72.4%        | [ 大阪府 13 ] | [ 島本町 15 ] |

## 駅周辺
- 桜井駅跡
- 阪急京都本線水無瀬駅
  - 同駅まで駅前通り（大阪府道124号桜井駅跡線、全長約600メートル）を整備中
- 水無瀬病院
- 島本町立第一幼稚園
- 島本町立歴史文化資料館（当駅の開業と同時期に正式開館）
- 島本町役場
- 島本町立図書館
- 大阪府立島本高等学校
- 大阪青凌中学校・高等学校（2020年度から島本町に移転）
- 小野薬品工業 水無瀬研究所
- 積水化学工業 水無瀬研究所
- トッパン・フォームズ関西 大阪桜井工場

## バス路線
駅東口のロータリー上に「JR島本駅」停留所があり、阪急バスが乗り入れている。
| のりば | 路線名   | 系統・行先                          | 備考                                                             |
| ------ | -------- | ----------------------------------- | ---------------------------------------------------------------- |
| 1      | 若山台線 | 40系統：若山台センター              | 阪急水無瀬駅経由                                                 |
| 1      | 若山台線 | 41系統：若山台センター/阪急水無瀬駅 | 阪急水無瀬駅行きは土休日のみの運行。最終便は深夜バス（運賃倍額） |
| 1      | 若山台線 | 50系統：若山台センター              |                                                                  |
| 2      | 若山台線 | 41系統：新山崎橋                    | 本数わずか                                                       |

## 隣の駅
西日本旅客鉄道（JR西日本）
 JR京都線（東海道本線）
■新快速・■快速（京都駅 - 西明石駅間で快速。朝のみ運転）
通過
■普通（高槻駅以西は快速となる列車を含む）
山崎駅 (JR-A36) - 島本駅 (JR-A37) - 高槻駅 (JR-A38)

### 記事本文